# Première guerre indo-pakistanaise
 (décembre 2023).
Si vous disposez d'ouvrages ou d'articles de référence ou si vous connaissez des sites web de qualité traitant du thème abordé ici, merci de compléter l'article en donnant les références utiles à sa vérifiabilité et en les liant à la section « Notes et références ».
Guerre indo-pakistanaise
La première guerre indo-pakistanaise, aussi connue sous le nom de première guerre du Cachemire, est un conflit armé qui eut lieu entre l'Inde et le Pakistan, alors dominions de l'Empire britannique, de 1947 à 1948, dans la zone de l'ancien État princier du Jammu-et-Cachemire. C'est la première d'une série de guerres entre les deux nations. Le résultat de ce conflit affecte toujours la géopolitique de ces deux pays aujourd'hui.

## Partition des Indes

Partition de l'Inde.

Le 15 août 1947, l'empire britannique des Indes est divisé en deux dominions indépendants : l'Union indienne et le Pakistan. Cette partition, qui fait suite aux tensions communautaires et à la campagne de la Ligue musulmane pour un État musulman, est acceptée par le Congrès national indien en dépit de l'opposition de Gandhi. Elle entraîne le déplacement de 12 millions de personnes. Les violences entre communautés accompagnent ces déplacements et font plusieurs centaines de milliers de morts au Penjab et au Bengale, les deux provinces divisées par la partition des Indes. Les massacres cessent en septembre, grâce aux efforts du Mahatma Gandhi qui se lance dans une grève de la faim à Calcutta.
Les accords menant à l'indépendance prévoyaient de répartir les provinces du Raj britannique entre l'Inde et le Pakistan (seuls le Penjab et le Bengale ont été divisés) et laissaient aux États princiers le choix de devenir indépendant ou de rejoindre l'un des deux dominions. Sous l'égide de Sardar Vallabhbhai Patel, le nouveau gouvernement indien s'emploie à convaincre les princes des États situés sur son territoire de rejoindre l'Union indienne. Ces négociations sont fructueuses, à l'exception de trois États :
- le Junagadh, dont la population est majoritairement gujarati hindoue, mais son prince musulman décide de rejoindre le Pakistan alors que son territoire est entièrement enclavé dans celui de l'Union indienne. Après un plébiscite en décembre 1947, l'État rejoint finalement l'Inde ;
- l'État d'Hyderabad, situé en plein cœur de l'Inde, est intégré de force à l'Union indienne par l'intervention de l'armée en septembre 1948 ;
- le Jammu-et-Cachemire

## Jammu-et-Cachemire
Le Jammu et Cachemire, situé dans le nord, devient la cause de la première guerre indo-pakistanaise entre 1947 et 1949 : celle-ci fait suite à l'invasion du Cachemire par des troupes tribales venues du Pakistan ayant poussé Hari Singh, le maharaja hindou de cet État majoritairement musulman, à solliciter l'aide militaire de l'Inde en échange de son intégration ; finalement, un cessez-le-feu proposé par les Nations unies est accepté, laissant à l'Inde le contrôle des deux tiers du territoire de l'État formant le Jammu-et-Cachemire, les Pakistanais gardant l'Azad Cachemire (« Cachemire Libre ») et le Gilgit-Baltistan (ou « Territoires du Nord »). Cependant le référendum prévu par le cessez-le-feu n'a toujours pas eu lieu, et le Jammu-et-Cachemire reste aujourd'hui le principal sujet de discorde entre l'Inde et le Pakistan.